# غوردون فيليبس
غوردون فيليبس (بالإنجليزية: Gordon Phillips)‏‏ (17 نوفمبر 1945 - 3 سبتمبر 2018) هو حارس مرمى إنجليزي مُحترف، وعمل مدربًا في أكثر من 200 مباراة في الدوري الإنجليزي لكرة القدم مع نادي برينتفورد.